# Бяло море (Русия)
 Тази статия е за морето в Русия.  За Егейско море вижте Бяло море.  
Бяло море (на руски: Белое море, на карелски: Vienanmeri, Valgiemeri, на ненецки: Сэрако ямʼ, до XVII век Студёное, Соловецкое, Северное, Спокойное, Белый залив) е вътрешно море на Северния ледовит океан, разположено край северните брегове на Европейска Русия. Площ около 90 хил. km².

## География

### Положение и големина
Бяло море е разположено между континенталния бряг на Европейска Русия на изток и юг, Карелския провлак на запад и Колския полуостров на север. На североизток чрез протока Гърло, северната част на който носи името Воронка се съединява с Баренцово море, като границата между двете морета се прекарва между носовете Канин Нос на изток и Свети Нос на запад. В тези си граници площта на Бяло море е около 90 хил.km² и административно се поделя между Архангелска и Мурманска област и Република Карелия. Обем около 6 хил.km³. Средна дълбочина 67 m, максимална – 330 m (в североизточната част на Кандалакшки залив).

### Брегове, острови, заливи
Северозападните брегове на морето са високи и скалисти, а югоизточните – полегати и ниски. В него има 4 големи залива: Кандалакшкия на северозапад, Онежка губа на юг, Двинска губа на югоизток и Мезенска губа на изток. Най-големите острови са: Соловецките острови на югозапад и островите Моржовец на североизток и Мудюгски на югоизток. В Бяло море се вливат стотици реки, най-големи от които са: Северна Двина, Мезен, Онега, Кулой, Виг, Кем, Нива, Умба, Варзуга, Поной и др.

### Релеф на дъното
Бяло море е типично шелфово море, съвременната котловина на което представлява крайконтинентална депресия, възникнала на склона на кристалинния Балтийски щит. Дъното му има силно разчленен ралеф. В северозападната част е разположена Кандалакшката падина с ясно очертани бордове и с неизяснен произход. Южно от нея се намира подводно възвишение, върховете на което са Соловецките острови. Множество малки подводни възвишения („лудове“) има в Онежка губа. В протоците Гърло и Воронка и в Мезенска губа са характерни пясъчни дълги възвишения, създадени от приливните течения. Дъното на морето в по-голямата си част и в Двинската губа е покрито с тиня и пясъчна тиня, а в Кандалакшкия и Онежкия заливи и в северните му части – с пясък и камъни. Често (особено близо до брега) на дъното лежат ледникови наслаги. Подобно на Балтийско море, с което Бяло море е тясно свързано исторически, в последната ледникова епоха котловината му е била запълнена с ледове. Чак в антропогенния период, когато края на континенталния ледник отстъпва на северозапад, котловината е била залята от морски води.

### Климат
Климатът е преходен от полярен морски към умереноконтинентален. Средната януарска температура на въздуха е от -9 °C до -13 °C, а средната юлска – от 8 °C до 15 °C. Зимата преобладават югозападните ветрове, а лятото североизточните. Облачното време е характерно явление през годината, с много мъгливи дни. Годишната сума на валежите намалява от 529 mm на юг при град Онега до 282 mm на североизток при нос Канин нос.

## Хидрология

### Температура, соленост, лед
Температурата на водата на повърхността през лятото е от 6,9 °C в протоците Гърло и Воронка и Онежка губа до 15 °C в централните части. През зимата температурата на водата се колебае от -1,3 °C до -1,7 °C в централните части и от -0,5 °C до -0,7 °C в заливите.
Солеността на водата на Бяло море намалява от североизток на югозапад. В протока Воронка е 34 – 34,5‰, в протока Гърло – 30,5‰, в централните части 24 – 26‰, а в районите, където се вливат големи реки, още по-малка. Водите в дълбочина под 100 m се отличават с постоянна температура (-1,4 °C) и соленост (30‰).
Обикновено Бяло море замръзва в края на октомври или началото на ноември и се размразява в края на май или началото на юни.

### Морски течения, приливи
Повърхностните течения в откритите части на морето са слаби и неустойчиви, със скорост под 1 km/час, а в заливите тя значително се увеличава. През протоците Воранка и Гърло се осъществява постоянен водообмен между Бяло и Баренцово море. В тази част по-голямо значение имат приливните течения. Приливите са правилни полуденонощни, от 1 m на юг до 10 m в Мезенска губа.

## Животински свят
Фауната в Бяло море е представена от арктични и бореални видове. Дънната фауна наброява 720 вида, ихтиофауната – над 60 вида, а морските бозайници – 5 вида.

## История
Бяло море е било известно на новгородците още от ХІ век. Богатството на района на животни с ценни животински кожи и морски зверове и удобните морски връзки спомагат за неговото бързо усвояване. Още по това време са били установени търговски връзки между народите, населяващи бреговете на Каспийско море и Бяло море, осъществявани по големите реки. По бреговете му се появяват първите руски селища, най-старото от които е Холмогори.
От края на ХV до началото на ХVІІІ в. Бяло море е имало важно значение за морските пътища, свързващи Русия със Западна Европа. За първи път западноевропейски кораб достига Бяло море през 1553 и 1555 г. под командването на английския мореплавател Ричард Чансълър, като тези експедиции са спонсорирани от създадената малко преди това Московска компания. В началото на ХVІІІ в. транспортната роля на морето значително намалява във връзка с изграждането на Санкт Петербург и излаза на Русия на брега на Балтийско море. От 1920-те години значителна част от морските превози започва да се осъществява от незамръзващото пристанище Мурманск на Баренцово море.
Първите хидрографски сведения за морето се отнасят към средата на ХVІ в. Обстоятелствени дейности по хидрографското изследване на морето са били изпълнени през 1827 – 1832 г. от руския хидрограф Михаил Рейнеке, който съставя и издава „Атлас Белого моря“ и прави първото му хидрографско описание. Регулярни метеорологични наблюдения започват от 1840 г., а от началото на ХХ в. – и постоянни хидроложки наблюдения. През 2-рата половина на ХІХ в. са организирани и проведени няколко експедиции, по време на които се водят дълбоководни и биоложки наблюдения. От 1891 до 1902 г. под ръководството на руския учен Николай Михайлович Книпович за първи път са извършени комплексни изследвания на морето и е осъществена пълна и подробна хидрографска снимка. След 1920-те години получават развитие комплексните изследвания на природата на Бяло море от специализирани експедиции, хидрометеорологични станции, обсерватории и научни институти.

## Стопанско значение
Бяло море има голямо транспортно значение, свързвайки икономическите райони на северната част на Европейска Русия с пристанищата в азиатската ѝ част. Основно и важното пристанище на брега на Бяло море е Архангелск, което през голяма част от руската история е главният център на руската международна морска търговия. През ХХ в. то е превърнато в основна съветска военноморска база. Други по-големи пристанища са: Беломорск, Онега, Мезен, Кем, Кандалакша, Умба. В товарооборота на пристанищата преобладават: дървен материал, въглища, сол. Бяло море е свързано с Балтийско море чрез Беломорско-Балтийския канал, пуснат в експлоатация 1933 г.

## Национален атлас на Русия
- Бяло море[3]